# Rouffignac-Saint-Cernin-de-Reilhac
Rouffignac-Saint-Cernin-de-Reilhac [ʁufiɲak sɛ̃ sɛʁnɛ̃ də ʁɛjak] (okzitanisch: Rofinhac e Sent Sarnin de Relhac) ist eine französische Gemeinde mit 1.662 Einwohnern (Stand: 1. Januar 2022) im Département Dordogne, in der Region Nouvelle-Aquitaine. Sie entstand 1973 aus der Vereinigung der Gemeinden Saint-Cernin-de-Reillac und Rouffignac und gehört zum Arrondissement Sarlat-la-Canéda sowie zum Kanton Vallée de l’Homme. Die Einwohner werden Rouffignacois genannt.

## Geografie
Rouffignac-Saint-Cernin-de-Reilhac liegt etwa 24 Kilometer südöstlich von Périgueux im Périgord. Hier entspringt das Flüsschen Manaurie, das zur Vézère entwässert. Umgeben wird Rouffignac-Saint-Cernin-de-Reilhac von den Nachbargemeinden Milhac-d’Auberoche im Nordwesten und Norden, Fossemagne im Norden, Bars im Nordosten, Plazac im Osten, Fleurac im Südosten, Mauzens-et-Miremont im Süden und Südwesten, Saint-Félix-de-Reillac-et-Mortemart im Südwesten sowie Saint-Geyrac im Westen und Nordwesten.

## Geschichte
In der Höhle von Rouffignac (auch Cro de Granville genannt) am südlichen Rand des Gemeindegebiets zeugen 10.000 bis 20.000 Jahre alte Felsbilder von einer frühen Besiedlung. Im Norden liegt der Wald Forêt Barade, in dessen Umgebung zwischen dem 5. und dem 10. Jahrhundert Kirchen errichtet wurden. Zu ihnen gehören die Kirche Saint-Saturnin in Saint-Cernin-de-Reillac und die Kirche Saint-Germain-de-Paris in Rouffignac. Der Bau von Holzfässern bescherte der Gegend im 12. Jahrhundert eine blühende Periode, die bis zur Zeit der Pest anhielt.
1335 wurde der Ort Rouffignac als „Roffinhac“ erstmals erwähnt; 1714 lautete der Ortsname „Roffignac“. Im 15. Jahrhundert existierten am bei Saint-Cernin-de-Reillac entspringenden Manaurie sieben Schmieden und mehrere Mühlen. Im 15. und 16. Jahrhundert teilte sich die Familie Calvimont die Macht über das Gebiet, ehe Jean de Calvimont, Berater des Königs Ludwig XII., 1479 den Besitz einte. Dessen Sohn Jean II, Vorsitzender des Gerichtshofes Parlement de Bordeaux und Repräsentant bei Franz I., ließ das Schloss L’Herm renovieren.
1562 hinterließ der Religionskrieg blutige Spuren. In den Jahren 1594, 1595 und 1637 lehnten sich die Bauern gegen die ihnen zugemuteten Belastungen auf. Im Zuge der Französischen Revolution wurde am 8. März 1789 ein Cahier de Doléances verfasst. Im Ersten Weltkrieg verloren 70 Männer aus Rouffignac an der Front ihr Leben.
Während des Zweiten Weltkriegs wurde Rouffignac von Angehörigen der Division Brehmer fast vollständig zerstört. Dem Racheakt ging die Entführung von zwei Offizieren der Division durch die Résistance in der Umgebung des Ortes voraus; beide konnten indes unversehrt fliehen. Am 31. März 1944 wurden die Bewohner aus dem Dorf vertrieben, der Ort danach geplündert und die Gebäude in Brand gesteckt. Nur die Kirche im Dorfkern und wenige benachbarte Gebäude blieben verschont. Todesopfer unter der Zivilbevölkerung gab es keine, zwölf Personen wurden deportiert. Rouffignac wurde nach alten Plänen wieder aufgebaut und von Charles de Gaulle 1948 mit dem Croix de guerre geehrt. Seit 1947 hat das Dorf den Status eines „Village Martyr“. Eine Gedenktafel befindet sich in der offenen Markthalle beim Dorfplatz.
1973 wurden die Gemeinden Saint-Cernin-de-Reillac und Rouffignac zusammengeschlossen.

## Bevölkerungsentwicklung
| Jahr                       | 1962 | 1968 | 1975 | 1982 | 1990 | 1999 | 2006 | 2013 | 2019 |
| Einwohner                  | 1608 | 1439 | 1474 | 1429 | 1465 | 1484 | 1537 | 1569 | 1628 |
| Quellen: Cassini und INSEE |      |      |      |      |      |      |      |      |      |

## Sehenswürdigkeiten
- Dolmen
- Romanische Kirche Saint-Germain-de-Paris in Rouffignac, Monument historique seit 1990
- Kirche Saint-Saturnin in Saint-Cernin-de-Reillac
- Höhle von Rouffignac, seit 1957 Monument historique und seit 1979 Weltkulturerbe der UNESCO.
- Schloss L’Herm aus dem 16. Jahrhundert, seit 1927 Monument historique
- Mühle
- Markthalle

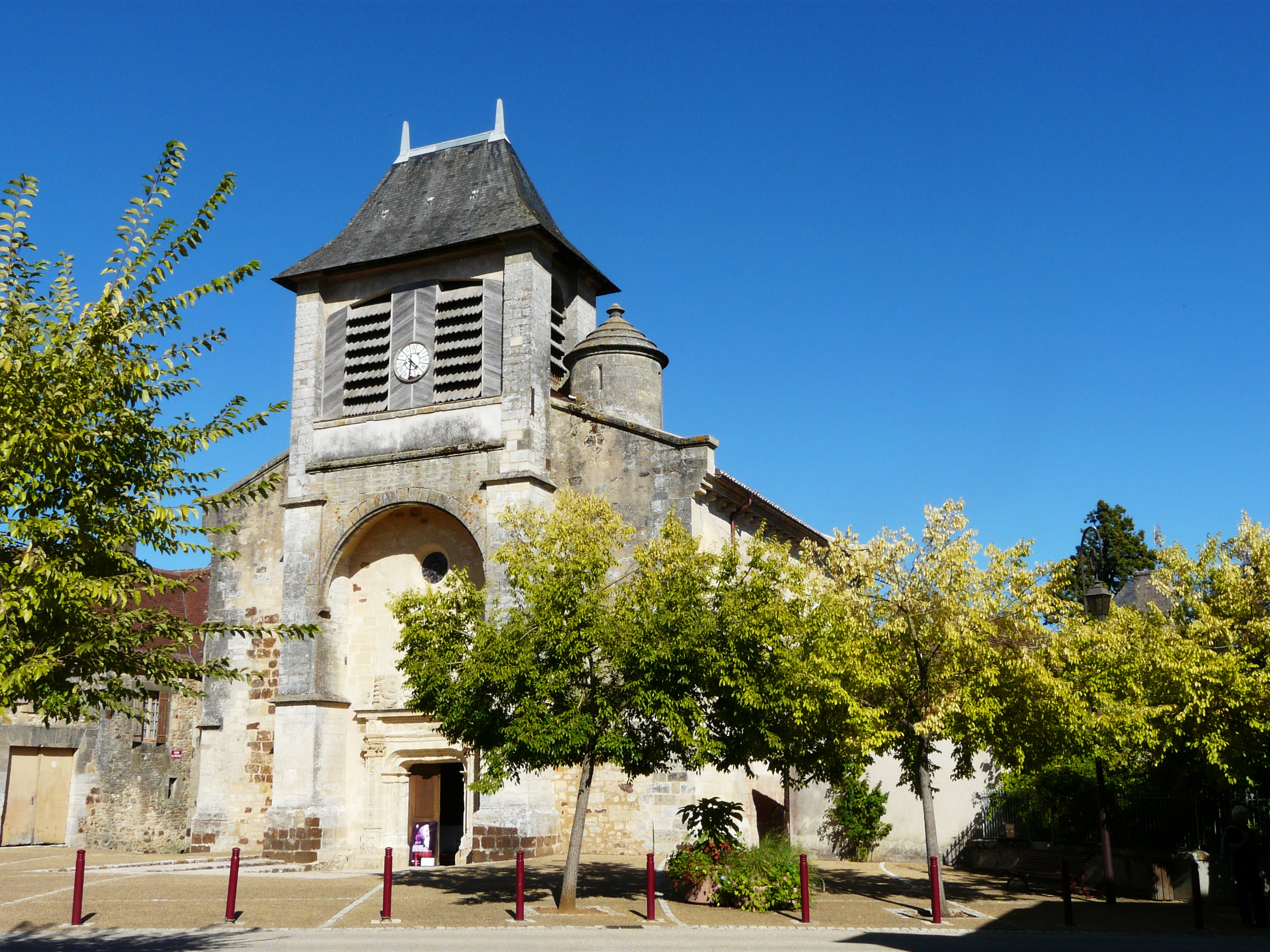
Kirche Saint-Germain-de-Paris
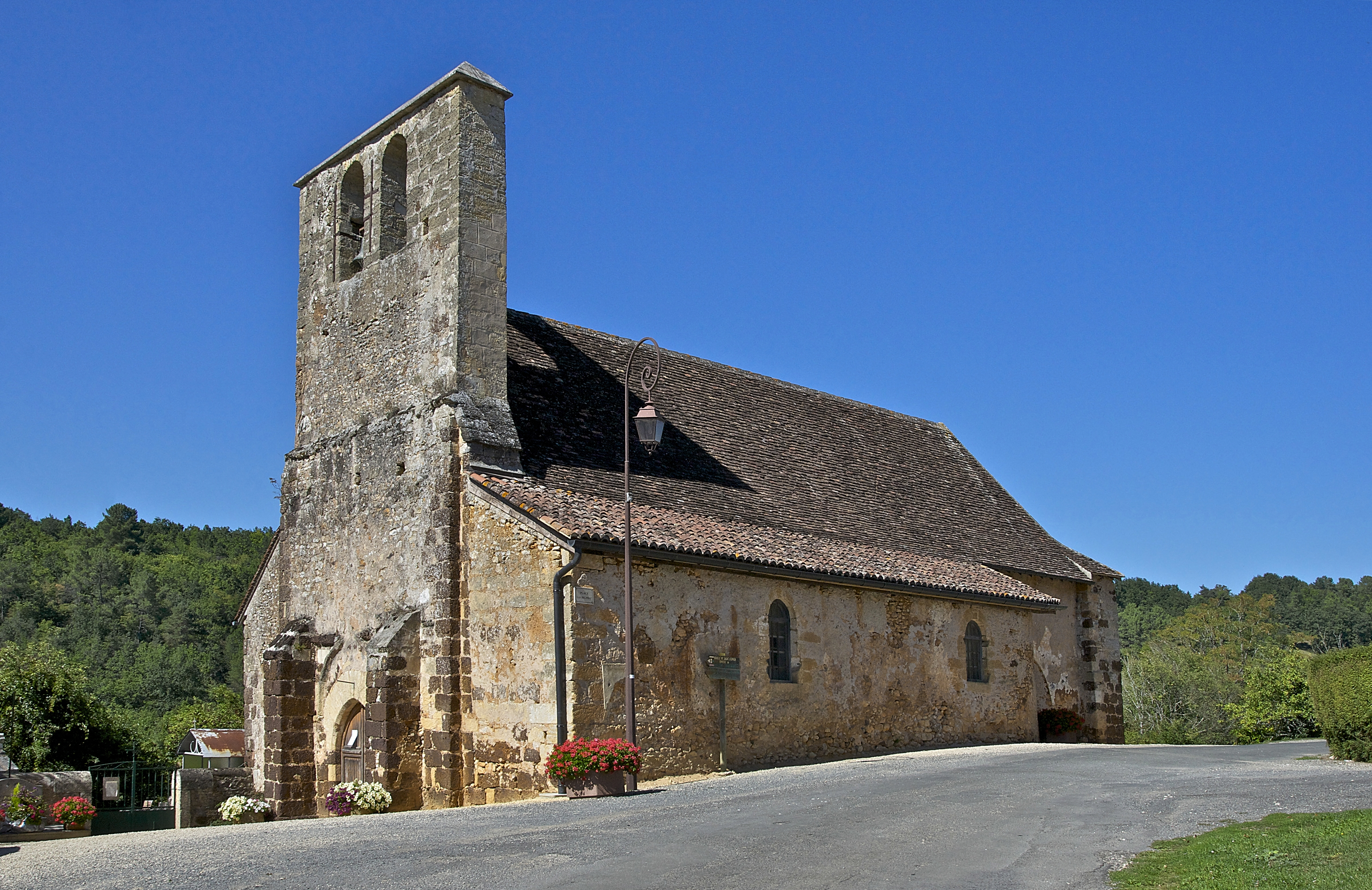
Kirche Saint-Saturnin
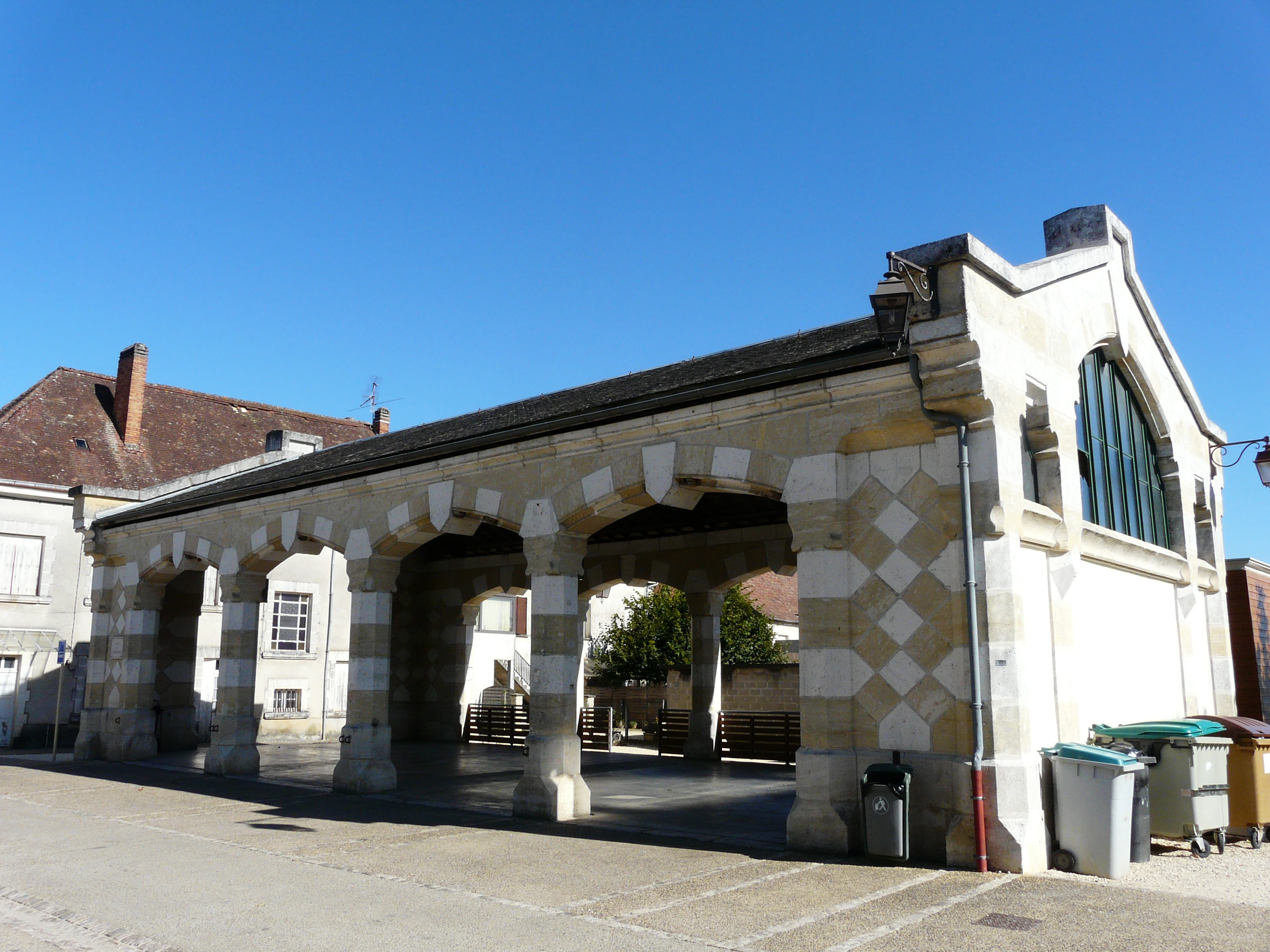
Markthalle
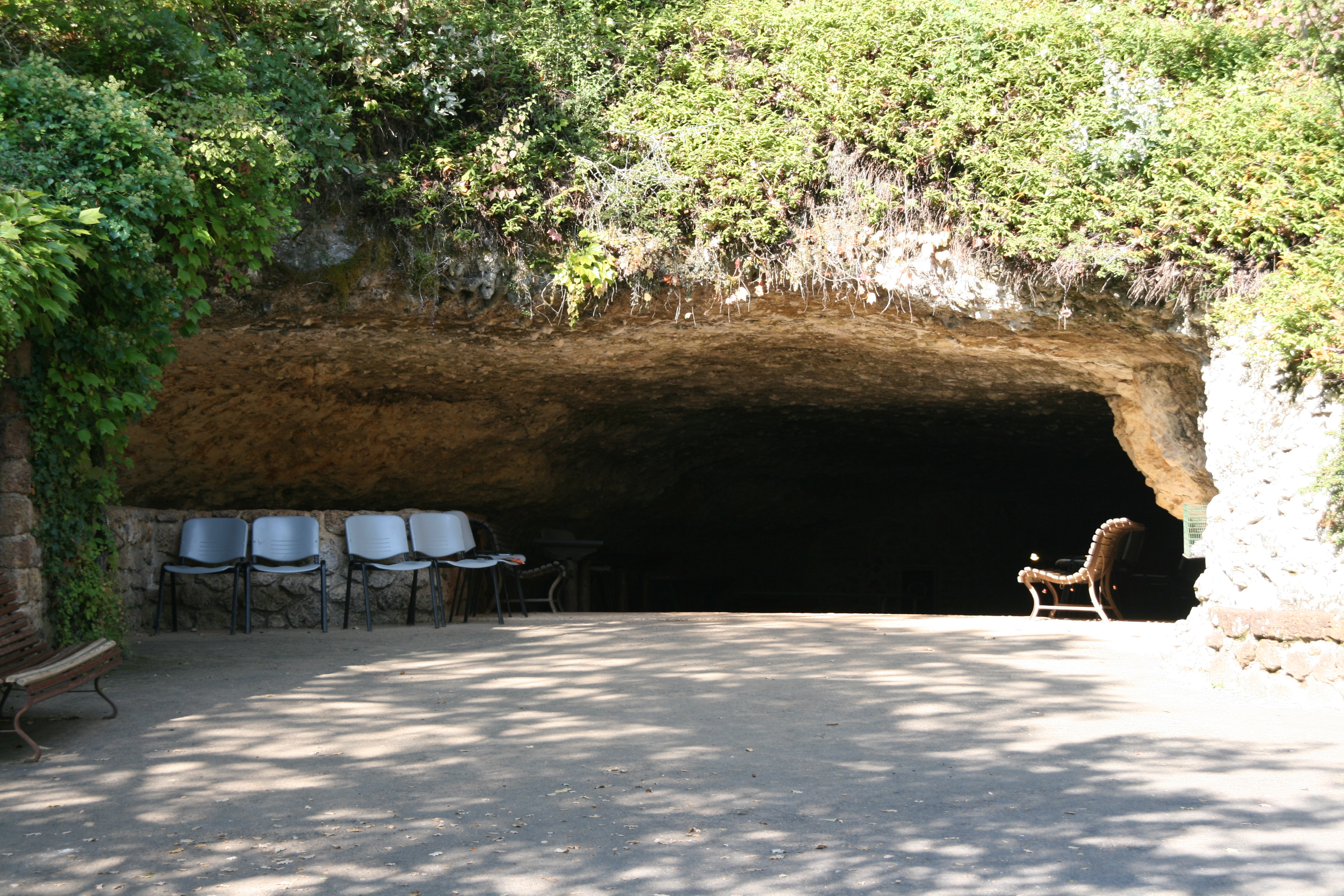
Eingang der Höhle von Rouffignac
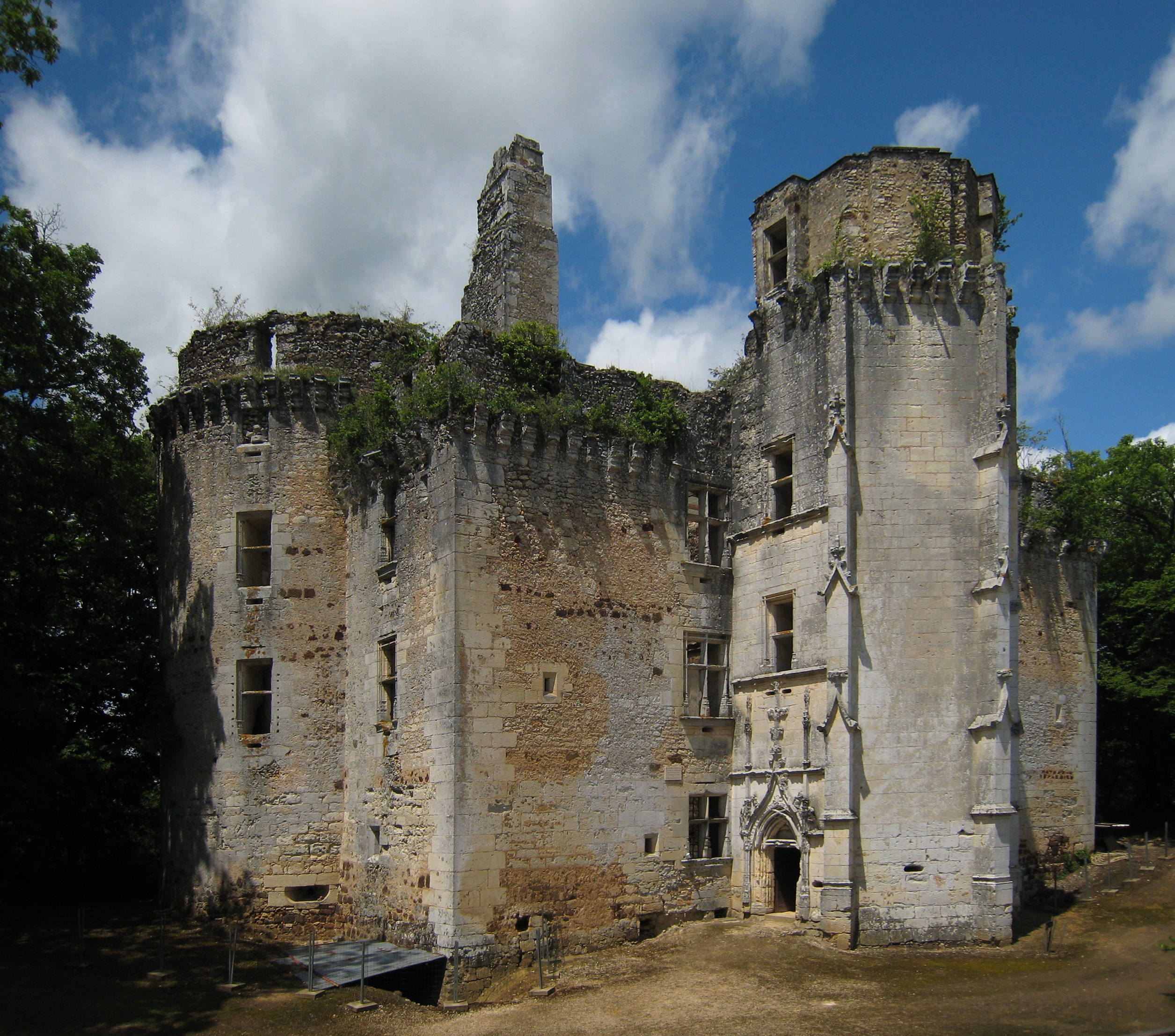
Schloss L’Herm

## Gemeindepartnerschaft
Mit der französischen Gemeinde Bindernheim im Département Bas-Rhin (Elsass) besteht seit 1990 eine Partnerschaft.